# San Francisco de Sigsipamba

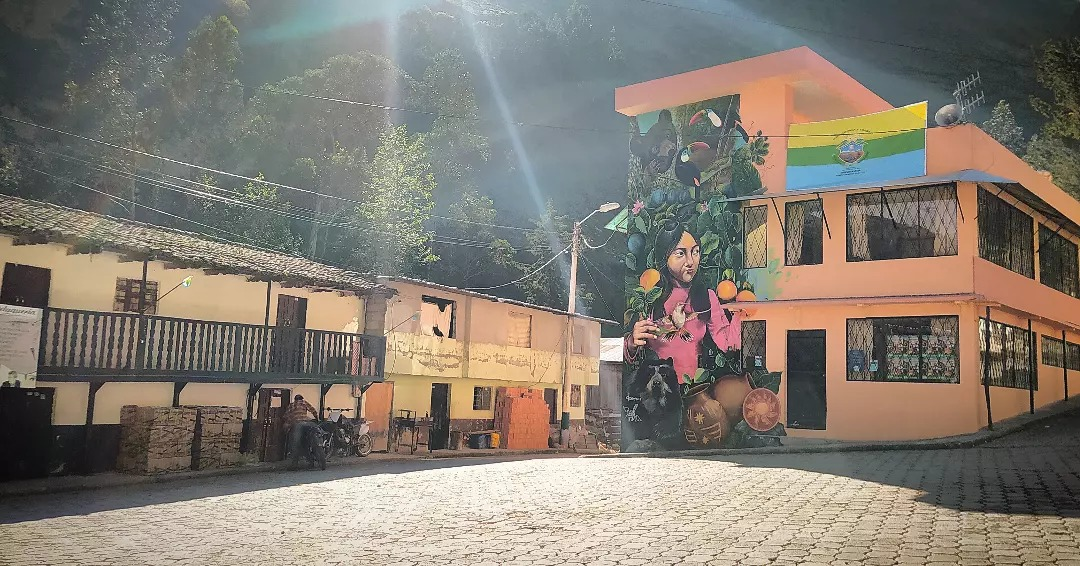
Escuela de San Francisco de Sigsipamba

San Francisco de Sigsipamba es una de las cuatro divisiones territoriales o parroquias del cantón de Pimampiro, en la Provincia de Imbabura, en Ecuador. San Francisco de Sigsipamba está ubicada al norte del volcán Cayambe, en la cordillera oriental de los Andes septentrionales del país.
Es un lugar montañoso, que divide el valle subtropical de la amazonía, tiene un paisaje de páramo con numerosos sigses, y riquísima flora y fauna.
La parroquia que fue creada por decreto de 21 de mayo de 1981; cuenta con una población de 1.562 habitantes, el 51,66%  hombres y el 48,34% mujeres.

## Organización territorial
El territorio de San Francisco de Sigsipamba tiene una superficie de 172 km² y está dividido en la cabecera parroquial San Francisco de Sigsipamba y 12 comunidades: Shanshipamba, San Antonio, La  Floresta, San Isidro, La Merced, Bellavista, San Miguel, Ramosdanta, El  Carmelo, San José, San Vicente, La Esperanza y 2 caseríos: El Cielito y El Cedral.

## Altitud, climas y condiciones ambientales
Los climas en la parroquia varían del ecuatorial de alta montaña al ecuatorial meso-térmico semi húmedo.  
La altitud comprende desde los 1.960 hasta los 3.920 msnm y las zonas de vida características son: bosque húmedo premontano, bosque húmedo montano, bosque húmedo montano bajo y páramo pluvial sub alpino bajo.
En el transcurso de 26 años (1991-2017), se evidenciaron cambios en el uso del suelo y cobertura vegetal en la Parroquia San Francisco de Sigsipamba. Para el año 2017, el bosque nativo se redujo en 3.541 ha (20,4%) y el páramo en 1.267 ha (7,3%). De igual manera, los cultivos y pastos se incrementaron en 230 ha (1,3%) y 2,709 ha (15,6%) respectivamente.